# Climacoptera maimanica
Climacoptera maimanica là loài thực vật có hoa thuộc họ Dền. Loài này được (Freitag) Akhani mô tả khoa học đầu tiên năm 2007.